# Nebenkostenstelle
Nebenkostenstelle ist in der Betriebswirtschaftslehre im Rahmen der Kostenstellenrechnung eine Kostenstelle, die mit der Herstellung von Nebenprodukten, Kuppelprodukten oder dem Recycling betraut ist. 

## Allgemeines
Kostenstellen sind die zum Zwecke der Kostenrechnung gebildeten Orte der Kostenentstehung. Die Kostenstellenrechnung benötigt eine an der Aufbauorganisation orientierte Untergliederung einzelner Kostenstellen als Verantwortungsbereiche für die dort anfallenden Kostenarten. Es gibt Hauptkostenstellen, Nebenkostenstellen und Hilfskostenstellen. Die Nebenkostenstellen bestehen selbständig neben den Hauptkostenstellen, um diese von Kosten zu entlasten, die nicht aus dem Kerngeschäft eines Unternehmens herrühren. 

## Arten
Nebenkostenstellen sind die Kostenbereiche mit selbständiger Auftragsabwicklung wie etwa für die Verarbeitung von Abfall- oder Nebenprodukten. Die auf diesen Nebenkostenstellen anfallenden Sekundärkosten werden mit Hilfe der innerbetrieblichen Leistungsverrechnung im Betriebsabrechnungsbogen auf die Hauptkostenstellen verteilt.

## Wirtschaftliche Aspekte
Nebenkostenstellen werden im Rahmen der Abgrenzungsrechnung gebildet, um die mit dem Kerngeschäft eines Unternehmens befassten Hauptkostenstellen zu entlasten und eine bessere Transparenz und genauere Kalkulation zu schaffen.